# Thủ hiến Victoria
Thủ hiến Victoria là người đứng đầu chính phủ của bang Victoria, Úc. Thủ hiến lãnh đạo Nội các Victoria và bổ nhiệm bộ trưởng. Thủ hiến do thống đốc Victoria bổ nhiệm trong số thành viên Hạ viện Victoria và phải duy trì sự tín nhiệm của Hạ viện. Thủ hiến thường là lãnh đạo của đảng chiếm đa số ghế ở Hạ viện.
Thủ hiến đương nhiệm là Jacinta Allan của Đảng Lao động Victoria, nhậm chức vào ngày 27 tháng 9 năm 2023 sau khi Daniel Andrews từ chức.

## Lịch sử

### Trước Liên bang hóa
Ngày 11 tháng 11 năm 1851, Hội đồng Lập pháp họp lần đầu tiên tại St Patrick's Hall, Bourke Street West để soạn thảo hiến pháp tách Quận Port Phillip khỏi New South Wales. Năm 1855, chế độ chính phủ trách nhiệm được thực hiện khi hiến pháp được Quốc hội Anh thông qua và được ngự phê, biến Victoria thành thuộc địa riêng, được đặt theo Nữ vương Victoria. Thống đốc Victoria Charles Hotham bổ nhiệm William Haines làm thủ hiến đầu tiên của Victoria vào ngày 28 tháng 11 năm 1855. Cuộc bầu cử đầu tiên theo Luật luật Bầu cử năm 1856, được tổ chức vào năm 1856.
Sau cuộc bầu cử năm 1856, Haines được tái bổ nhiệm làm thủ hiến. Nghị viện Victoria lưỡng viện được thành lập và họp lần đầu tiên vào ngày 25 tháng 11 năm 1856 tại Nhà Nghị viện, Melbourne.
Trong thời kỳ đầu không có chính trị đảng phái. Các nghị sĩ đều là chính khách độc lập nên một nghị sĩ khó có thể duy trì sự tín nhiệm của Hạ viện. Từ năm 1855 đến năm 1863 đã có bảy chính phủ và 11 trường hợp mà Thống đốc Henry Barkly không tìm được một nghị sĩ nào đồng ý làm thủ hiến hoặc có thể thành lập một chính phủ được Hạ viện tín nhiệm.

### Sau Liên bang hóa
Từ khi liên bang hóa Úc vào năm 1901 đến thập niên 1950, Victoria có 24 chính phủ. Trong cuộc bầu cử bang năm 1955, Đảng Tự do Victoria dưới sự lãnh đạo của Henry Bolte giành chiến thắng. Bolte được bổ nhiệm làm thủ hiến và giữ chức vụ hơn 17 năm, thủ hiến tại vị lâu nhất cho đến hiện tại. Đảng Tự do tiếp tục nắm quyền dưới thủ hiến Rupert Hamer và Lindsay Thompson. Năm 1982, Đảng Lao động Victoria thắng cử và John Cain được bổ nhiệm làm thủ hiến; cha ông cũng từng giữ chức thủ hiến. Năm 1990, Cain từ chức và được Joan Kirner kế nhiệm, nữ thủ hiến đầu tiên của Victoria. Từ năm 2014 đến năm 2023, Daniel Andrews giữ chức thủ hiến, giành chiến thắng trong ba cuộc bầu cử trước khi nhường chức vụ cho Jacinta Allan, thủ hiến đương nhiệm.

## Bổ nhiệm
Thủ hiến được bổ nhiệm trong số thành viên Hạ viện và phải có sự tín nhiệm Hạ viện, thường là lãnh đạo của đảng hoặc liên minh chiếm đa số ghế ở Hạ viện. Trong trường hợp chính phủ thiểu số thì thủ hiến có sự ủng hộ của các thành viên độc lập thông qua các thỏa thuận tín nhiệm và ngân sách.
Trong trường hợp thủ hiến từ chức hoặc thất cử thì thống đốc Victoria sẽ bổ nhiệm thủ hiến mới và thực hiện lễ tuyên thệ nhậm chức. Thủ hiến và các bộ trưởng đương nhiệm tiếp tục thực hiện nhiệm vụ theo quy ước cho đến khi một chính phủ mới được bổ nhiệm. Một thủ hiến sắp mãn nhiệm thường sẽ đề nghị thống đốc mời lãnh đạo phe đối lập thành lập chính phủ và đệ đơn từ chức chính phủ. Sau đó, thống đốc chấp nhận đơn từ chức và bổ nhiệm chính phủ mới. Lãnh đạo phe đối lập phải có sự ủng hộ của đa số trong Hạ viện. Sau đó, thống đốc giao thủ hiến thành lập chính phủ và thủ hiến mới cùng các nghị sĩ được đề cử làm bộ trưởng tuyên thệ nhậm chức. Nhiệm kỳ của mỗi khóa Nghị viện là bốn năm và cuộc bầu cử được tổ chức vào thứ Bảy cuối cùng của tháng 11. Thủ hiến có thể được tái bổ nhiệm.

## Nhiệm vụ và quyền hạn
Những nhiệm vụ và quyền hạn của thủ hiến bao gồm thực hiện chương trình nghị sự của chính phủ tại Nghị viện, chủ trì Nội các, bổ nhiệm, phân công bộ trưởng và lãnh đạo quan hệ đối ngoại của Chính phủ Victoria với những chính phủ bang, lãnh thổ khác, chính phủ các nước Khối Thịnh vượng chung và các chính phủ nước ngoài.
Thủ hiến là thành viên Nội các Quốc gia. Nội các Quốc gia được thành lập vào ngày 13 tháng 3 năm 2020 để ứng phó với đại dịch COVID-19 và thay thế Hội đồng các chính phủ Úc.

## Đặc quyền

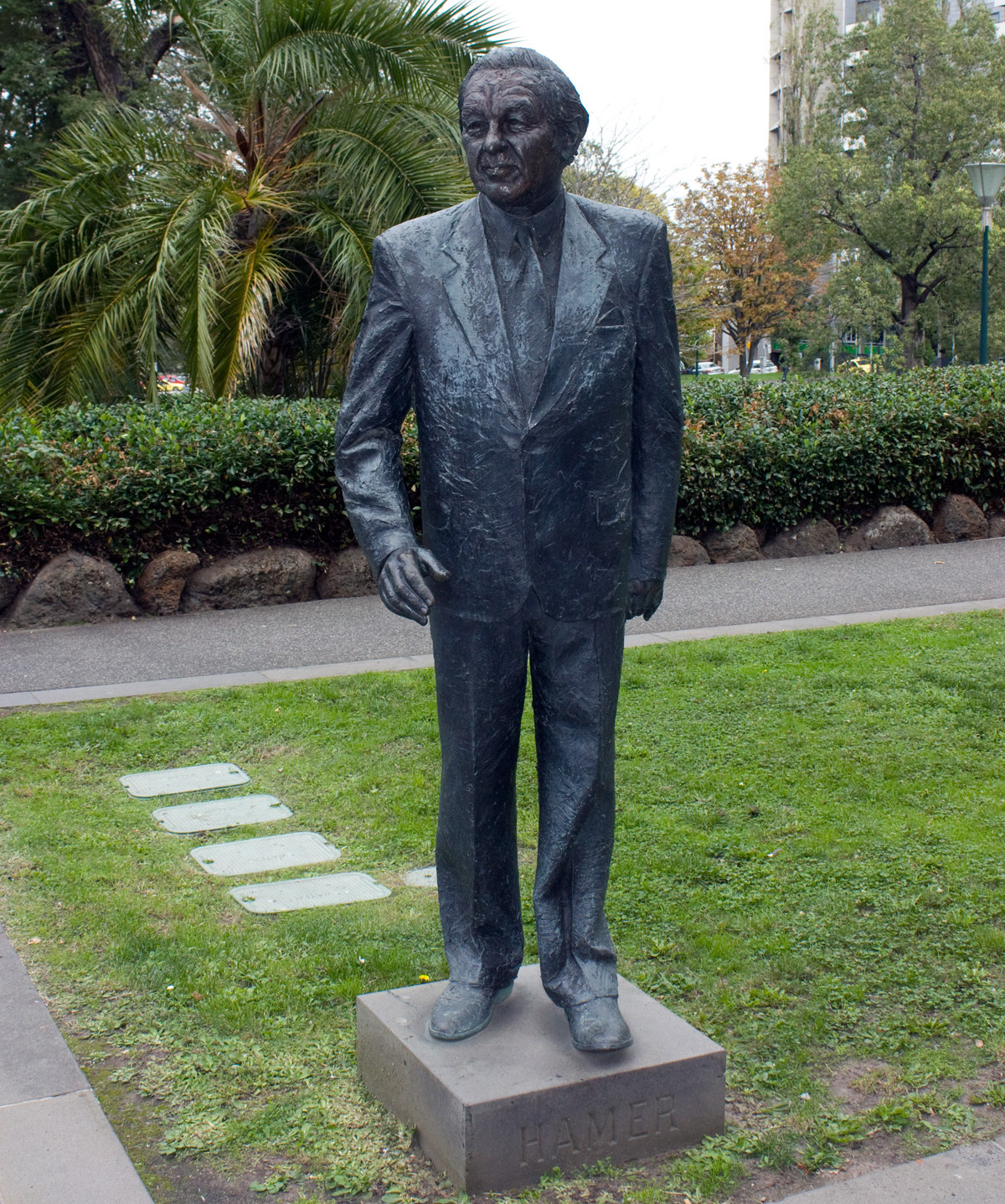
Tượng Rupert Hamer tại số 1 Treasury Place

### Lương
Tính đến ngày 1 tháng 7 năm 2023, mức lương của thủ hiến là 481.190 đô la Úc mỗi năm, gồm mức lương của nghị sĩ Nghị viện là 198.839 đô la Úc, mức lương cơ bản của thủ hiến là 221.871 đô la Úc và trợ cấp, phụ cấp là 60.480 đô la Úc. Việc thay đổi mức lương của thủ hiến do Cơ quan thù lao độc lập của Victoria xác định.

### Chân dung
Từ năm 1933, mỗi thủ hiến đều được vẽ một bức chân dung được đưa vào bộ sưu tập chân dung của Nghị viện Victoria, ngoại trừ Ian Macfarlan. Chủ tịch Thượng viện Fred Grimwade là người khởi xướng truyền thống vẽ chân dung thủ hiến. Chân dung của cố thủ hiến được vẽ từ hình ảnh, chân dung của nguyên thủ hiến được vẽ trực tiếp.

### Tượng
Thủ hiến giữ chức vụ ít nhất 3.000 ngày được nhà điều khắc Peter Corlett dựng tượng bằng đồng theo chính sách của Thủ hiến Jeff Kennett. Đã có sáu thủ hiến giữ chức vụ ít nhất 3.000 ngày, bao gồm Daniel Andrews, Henry Bolte, John Cain Jr, Albert Dunstan, Rupert Hamer và James McCulloch, và bốn người đã được dựng tượng. Tượng của Daniel Andrews đang được dựng. James McCulloch vẫn chưa có tượng mặc dù đã giữ chức vụ hơn 3.000 ngày, có thể là vì McCulloch làm thủ hiến trước khi liên bang hóa hoặc giữ chức vụ không liên tiếp theo nhà sử học Paul Strangio và Brian J. Costar. Những bức tượng được lắp đặt vào tháng 9 năm 1999 gần văn phòng thủ hiến tại số 1 Treasury Place.

### Nghỉ hưu
Nguyên thủ hiến được cấp một văn phòng tại Tòa nhà Kho bạc Cũ, Melbourne.